# Onda cilindrica
In fisica un’onda cilindrica è un tipo di onda che si sviluppa nello spazio in modo simmetrico rispetto ad un asse, cioè tale che:
{\displaystyle F(x+\phi )=F(x)}
per qualsiasi angolo {\displaystyle \phi } di rotazione intorno all'asse. Queste onde si possono avere sotto forma elettromagnetica vicino per esempio ad un'antenna o ad un dipolo oscillante.